# Exina

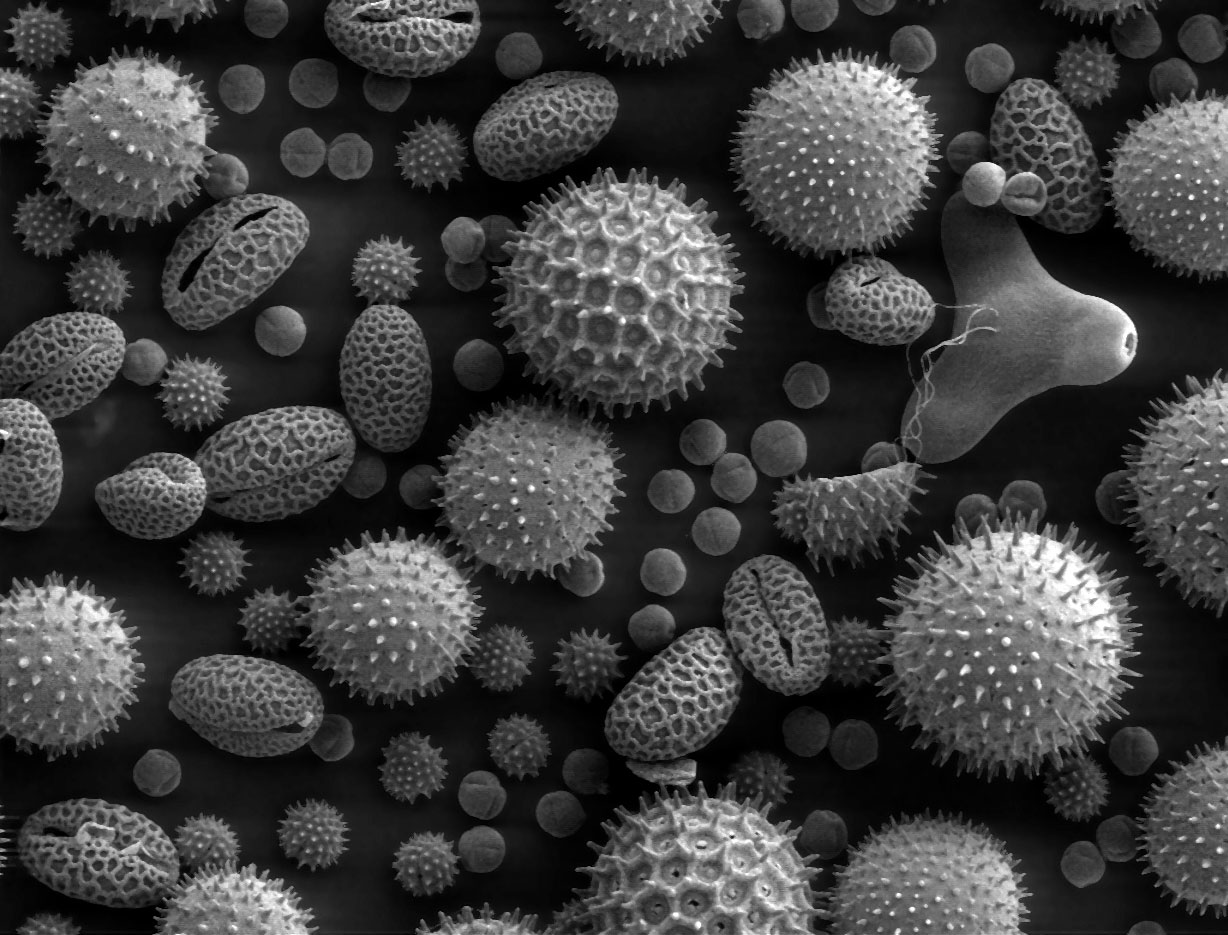
Diversos granos de polen aumentados de tamaño

La exina es la cubierta exterior dura de los granos de polen. Cubre a la intina, la capa interna que forma el tubo polínico y se encarga de proteger el grano en su viaje desde la antera al estigma de la flor, sirve de reservorio de las proteínas, además de evitar el resecamiento delgrano. Los dibujos de la superficie de los granos formados por la exina son característicos de cada especie y suelen ser usados como caracteres para la clasificación de las plantas.
La principal sustancia que forma la exina es la esporopolenina, un biopolímero impermeable resistente a los agentes químicos. La esporopolenina es muy resistente a la descomposición pudiendo llegar a dar a la exina una duración de miles de años.